# We‘ll get the next dream!!!
- ラブライブ! > ラブライブ!サンシャイン!! > Aqours > AZALEA > We‘ll get the next dream!!!

「We‘ll get the next dream!!!」（ウィル ゲット ザ ネクスト ドリーム!!!）は、2021年6月23日に発売された、Aqoursのミニユニット「AZALEA」の1stフルアルバム。

## 概要
2021年3月19日に生配信された「ラブライブ！サンシャイン!! Aqours浦の星女学院生放送!!! ～Let’s smile smile ship Start!～」で発売が発表された。
新曲3曲と、2016年から2019年に発売されたシングル7曲と、テレビアニメBlu-ray特装限定版の全巻購入特典2曲、これまでのライブで使用されたオープニングSE2曲が収録されている。
初回生産分には「AZALEA 1nd LoveLive! ～In The Dark /*秘密の物語*/～」のチケット最速先行抽選申込券が付属する。
Spotify、Apple Musicといったサブスクリプションでの配信は発売日当日には解禁されず、１ヶ月遅れでの解禁となった。

## チャート功績
6月22日付のオリコンデイリーランキングでは7位にランクインし、翌日の6月23日付では5位に浮上、さらに6月26日付では3位に浮上した。7月5日付のオリコン週間ランキングでは約1.5万枚を売り上げ5位にランクインした。

## 収録曲
収録内容における新曲を太字で表記する。
- 全作詞：畑亜貴

1. We‘ll get the next dream!!!
  - 作曲・編曲：山田竜平
2. PHOENIX DANCE
  - 作曲：山田竜平、YU-G　編曲：山田竜平
3. TORIKORIKO PLEASE!! REMIX
  - リミックス：TECHNOBOYS PULCRAFT GREEN-FUND
4. トリコリコPLEASE!!
5. ときめき分類学
6. LONELY TUNING
  - TVアニメ1期ソフマップ全巻購入特典曲
7. GALAXY HidE and SeeK
8. INNOCENT BIRD
9. メタモルフィズム
  - 作曲・編曲：TO-me
10. Amazing Travel DNA REMIX
  - リミックス：TECHNOBOYS PULCRAFT GREEN-FUND
11. Amazing Travel DNA
12. 空中恋愛論
13. メイズセカイ
14. 卒業ですね
  - TVアニメ2期ソフマップ全巻購入特典曲

### ユニットメンバー
1. ↑  松浦果南（諏訪ななか）、黒澤ダイヤ（小宮有紗）、国木田花丸（高槻かなこ）